# Pranzo di gala
Pranzo di gala detto anche Dalla minestra alla frutta (Let's George do it) è una comica muta del 1928 di Edgar Kennedy con protagonisti Laurel & Hardy.

## Trama
A una festa di gala vengono assunti come camerieri Stanlio ed Ollio, lavoratori alle tavole calde. La loro inesperienza causa subito diversi guai: Stanlio litiga con il cuoco perché ha il cappello, Ollio non riesce a portare una torta a tavola senza caderci sopra. 
Stanlio riceve poi l'ordinazione per un'insalata senza niente (in inglese undressed, che significa sia "svestito" anziché "non condito"); equivocando, serve l'insalata intimo. A questo punto la padrona di casa dà un pugno ad Ollio, facendolo cadere sulla terza torta.

## Curiosità
- La gag dell'insalata sarà ripresa dalla coppia nel lungometraggio del 1940 Noi siamo le colonne
- Nella seconda metà degli anni ottanta i doppiatori Enzo Garinei e Giorgio Ariani hanno prestato la voce a Stanlio e Ollio, con le musiche di Piero Montanari, rendendo così sonoro il film.
- È l'ultimo film nato fra la collaborazione della Metro Goldwyn Mayer e la Pathé Exchange

In seguito tutti i film fino al 1938 saranno prodotti solo dalla Metro Goldwyn Mayer